# Spirál-víznyelő
A Spirál-víznyelő Magyarország fokozottan védett barlangjai közül az egyik. A Mecsek hegységben található legmélyebb barlang. A Mecsek hegység második leghosszabb barlangja az Abaligeti-barlang után. A hegység fokozottan védett öt barlangjának egyike.

## Leírás
A három kör alakú kútgyűrűvel biztosított, 90 centiméter széles, függőleges tengelyirányú, vaslemezajtóval lezárt bejárata a nyugat-mecseki karszton, Orfűtől délkeletre, légvonalban öt kilométerre, Pécsett, egy erdőben, a Büdös-kúti-völgynek a talpszintjén, hegylábnál, egy időszakos patakmederben, 355 méter tengerszint feletti magasságban van. A Duna–Dráva Nemzeti Park területén található.
Az elágazó barlang középső triász, anisusi, ősmaradványos, szürke mészkőben és dolomitban, tektonikus törésvonalak mentén és réteghatár mentén jött létre. A jellemző szelvénytípusa a hasadék szelvénytípus. Kürtők, gömbüstök, szinlők, evorziós üstök, ujjbegykarrok, kannelúrák, kalcittelérek, boxwork-szerkezetek, vetőtükrök, gömbös borsókövek, függőcseppkövek, szalmacseppkövek, cseppkőlécek, állócseppkövek, cseppkőoszlopok, cseppkőlefolyások és cseppkőbekérgezések figyelhetők meg benne. Denevérek is előfordulnak az időszakosan aktív víznyelőbarlangban. A bejárati része egy ásott akna, amely öt méter mély és a szálkőzetig meg van tisztítva. Ennek az alján kezdődik a barlang egy szűk nyílással. A nyíláson átbújva érhető el a Gardrob-terem. A 26 méter hosszú, 13 méter széles és körülbelül 30 méter magas Spirálszíve-terem a hegység egyik legnagyobb, barlangi terme. A 10-es-akna a nevét azért kapta, mert 10 méter hosszú volt az itt haladó poligonvonal. Előd Szaniszló nevéről lett elnevezve a majdnem 12 méter magas Előd-terem és a majdnem 70 méter mély Szaniszló-akna.
Eléri a karsztvízszintet. Valószínűleg az Orfűi Vízfő-barlang feltételezett barlangrendszeréhez tartozik. Egy nap maximum 10 csoport látogathatja a lezárt barlangot és egy csoport legfeljebb hat személyből állhat. A Duna–Dráva Nemzeti Park Igazgatóság engedélye és kötéltechnikai eszközök alkalmazása szükséges a megtekintéséhez.
A Mecseknek a második leghosszabb barlangja az Abaligeti-barlang után. A mecseki öt fokozottan védett barlang egyike, a másik négy az Abaligeti-barlang, a Mánfai-kőlyuk, a Mészégető-források barlangja és az Orfűi Vízfő-barlang. Az egyetlen olyan fokozottan védett barlang, amely Pécsett található.
Az első szűk, 6 méteres járatáról lett elnevezve. 1998-ban volt először Spirál-víznyelőnek nevezve a barlang az irodalmában. Előfordul irodalmában Spirál-barlang (nyilvántartólap 2001), Spirál-nyelő (Rónaki 1977), Spirál nyelő (Rónaki 1977), Spirál-nyelő barlangja (Börcsök, Elekes, Németh, Nyerges 1997), Spirál-viznyelő-barlang (Rónaki 1997), Spirál-víznyelőbarlang (Gál, Glöckler 2008) és Spirál-víznyelő-barlang (Rónaki 1997) neveken is. A Spirál-barlang és a Spirál-víznyelőbarlang nevek a Láner Olivér-barlangnak a névváltozatai is.

## Kutatástörténet
1977-ben a Mecseki Karsztkutató Csoport bontotta ki sok munkával a Büdös-kúti-völgy mederalji, karvastagságú víznyelőjét. Ebben az évben körülbelül 60 méter hosszan, körülbelül 30 méter mélységig és körülbelül 250 köbméter térfogatig lett feltárva, valamint el lett kezdve a felmérése. A Tízes-akna nevű részre egy drótkötéllétra lett beszerelve. Az 1977. évi MKBT Beszámoló szerint tektonikus, bonyolult repedéshálózatban jött létre. A nevét adó járat után kibővülő, tektonikus hasadékban vannak cseppkövek is. Egy párkányra lehet lejutni egy beépített, 10 méteres kötélhágcsóval, ahonnan lefelé és felfelé követhető a labirintusszerű folytatás. Mangános és vékony kérgű homokkő kavicsok, valamint vízmosásnyomok vannak lejjebb, az oldaljáratban. A bontást a mindinkább elszűkülő litoklázisokban, a nyelő alján végzik. A bejárati részen történt nagy omlás miatt teljesen elzáródott a barlang. 1982-ben megpróbálták járhatóvá tenni felméréshez a három méter mélységben beomlott bejárati részt több köbméternyi agyagos kőtörmelék eltávolításával, de ez nem sikerült.
1984-ben a csoport folytatta a barlang vizsgálatát. Az 1984-ben megjelent Magyarország barlangjai című könyv országos barlanglistájában szerepel a Mecsek hegység barlangjai között a barlang Spirál-nyelő néven. A listához kapcsolódóan látható a Mecsek hegység és a Villányi-hegység barlangjainak földrajzi elhelyezkedését bemutató 1:500 000-es méretarányú térképen a barlang földrajzi elhelyezkedése. 1985-ben a csoport folytatta a beomlott bejárati rész járhatóvá tételét, hogy felmérhesse a barlangot. 1986-ban a csoport újra járhatóvá tette a barlangot. A patak hordalékát eltávolították a barlangból és a megszorult kőtömböket vésőgéppel szétvésték. A feltáró kutatást a Tízes-akna alatt, a végponton folytatták, de a megáradt patak megint betemette a barlangbejáratot. 1996-ban lett újra megnyitva a bejárata. Eljutottak a Tízes-akna nevű részig és megtalálták a drótkötélhágcsót, amely 2004-ig volt használva.
Ennek az évnek a nyarán fedezték fel a Szaniszló-akna nevű részt, az Előd-terem nevű részt és a Nagy-hasadékot. Az évben elérték a két, ellentétes irányú, vizes járatot, a keleti ágat, amely a karsztvízszintig elért és a nyugati ágat. 1996. november 16-án ki lett építve a patakmeder szintjéből kiemelkedő három kútgyűrűvel a bejárata és le lett zárva egy vasajtóval a Duna–Dráva Nemzeti Park Igazgatóság anyagi támogatásával. Vass Béla készítette el a kiépítés terveit és vezette a kiépítést. Az 1996. október 9-i Új Dunántúli Naplóban megjelent publikáció hírt ad a felfedezésről és a cikkben az látott napvilágot, hogy a Mecsek addigi legnagyobb barlangja. A cikk szerint majdnem 100 méter mély.
1997-ben a BEAC Barlangkutató Csoport a patakos főág elszűkülő végpontján próbált meg átjutni, de sikertelenül. Ez a csoport ebben az évben kiépítette a barlang aknáit kötéltechnika alkalmazása számára. 1998. május 14-től a környezetvédelmi és területfejlesztési miniszter 13/1998. (V. 6.) KTM rendelete szerint a Duna–Dráva Nemzeti Park Igazgatóság illetékességi területén, a Mecsek hegységben található Spirál-víznyelő az igazgatóság engedélyével látogatható. 2000-ben vízszintsüllyesztéssel fedezték fel a Reménytelen-szifon termét. A 2001-ben kitöltött barlang nyilvántartólapja szerint Orfűn helyezkedik el, valamint a részben részletesen felmért barlang és a részben vázlatosan felmért elágazó, egyszintes barlang 290 m hosszú, 49 m vízszintes kiterjedésű, 101 m függőleges kiterjedésű és 101 m mély. A kéziratban az olvasható, hogy bejárata természetes, de átalakított jellegű.
A 2003-ban kiadott Magyarország fokozottan védett barlangjai című könyvben található, Egri Csaba és Nyerges Attila által készített hosszúsági lista szerint a Mecsek hegységben lévő és 4120-130 barlangkataszteri számú Spirál-víznyelő Magyarország 65. leghosszabb barlangja 2002-ben. A 2002-ben 392 m hosszú barlang 1987-ben 300 m hosszú volt. A könyvben található, Egri Csaba és Nyerges Attila által készített mélységi lista szerint a Mecsek hegységben lévő és 4120-130 barlangkataszteri számú, 2002-ben 101 m mély Spirál-víznyelő Magyarország 29. legmélyebb barlangja 2002-ben.
2003-ban és 2004-ben a Mecseki Karsztkutató Csoport mérte fel és a felmérés alapján 2004 decemberében Glöckler Gábor és Szatyor Miklós szerkesztettek alaprajz térképet és kiterített hosszmetszet térképet. Ez utóbbi keresztmetszeteket is ábrázol. A felmérés szerint 86,4 m mély. Ennek a felmérésnek az alapján Glöckler Gábor szerkesztett 2004 decemberében alaprajz térképet és kiterített hosszmetszet térképet, amelyek 1:100 méretarányban készültek és amelyek szerint Orfűn található a barlang. Ez utóbbi keresztmetszeteket is ábrázol. 2004-ben 39 m hosszú járatot fedeztek fel a Mecseki Karsztkutató Csoport tagjai és lecserélték a drótkötéllétrát vaslétrára.
2005. szeptember 1-től a környezetvédelmi és vízügyi miniszter 22/2005. (VIII. 31.) KvVM rendelete szerint a Duna–Dráva Nemzeti Park Igazgatóság működési területén, a Mecsek hegységben található Spirál-víznyelőbarlang a felügyelőség engedélyével látogatható. 2005. szeptember 1-től a környezetvédelmi és vízügyi miniszter 23/2005. (VIII. 31.) KvVM rendelete szerint a Mecsek hegységben lévő Spirál-víznyelőbarlang fokozottan védett barlang. A 2006. évi MKBT Tájékoztatóban közölve lett, hogy a Mecsek hegységben elhelyezkedő Spirál-víznyelőbarlang fokozottan védett barlang lett. 2007. március 8-tól a környezetvédelmi és vízügyi miniszter 3/2007. (I. 22.) KvVM rendelete szerint a Duna–Dráva Nemzeti Park Igazgatóság működési területén lévő Mecsek hegységben elhelyezkedő Spirál-víznyelőbarlang az igazgatóság engedélyével tekinthető meg.
2008 elején bontással lett elérve a nyugati ágban a karsztvízszint. 2008-ban találták meg a Borsóköves-hasadékot, a Régenvárt-terem nevű részt, az Ingókő terme nevű részt, a Hosszú-terem nevű részt és a Spirálszíve-terem nevű részt. 2008. október 31-én készült el az új rész alaprajz térképvázlata, amely 1:200 méretarányban lett rajzolva. 2010. február 21-én készített Glöckler Gábor hosszmetszet térképvázlatot az Ingókő terme feletti új részről. 2010 májusában Glöckler Gábor és Csapó Ferenc szerkesztettek 1:100 méretarányú alaprajz térképet, valamint hosszmetszet térképet a 2008-as új feltárásról Csapó Ferenc, Gál György, Glöckler Gábor, Illés Tamás, Mihovics Gabriella és Péter Lilla által készített felmérés alapján.
2010. december 5-én Glöckler Gábor rajzolt alaprajz térképvázlatot, amely az új részt, azaz a Rejtett-hasadékot és a Felső-hasadékot ábrázolja. 2011 májusában Glöckler Gábor és Csapó Ferenc szerkesztették meg alaprajz térképét és hosszmetszet térképét a Rejtett-hasadéknak, amelyek 1:100 méretarányban, Glöckler Gábor, Klement András, Mihovics Gabriella és Péter Lilla által készített felmérés alapján készültek. 2012 januárjában magfúrást végeztek a barlang egyik cseppkövében. Ebben az évben meg lett állapítva a barlangban gyűjtött csepegő vizek stabilizotóp összetétele. 2012 szeptemberében készült el a Harang-kürtő alaprajz térképvázlata.
2013-ban ki lett cserélve a barlangot lezáró ajtó és 45 méter hosszú, rozsdamentes acéllétra lett beépítve a járatokba. 2013 májusában Glöckler Gábor és Csapó Ferenc szerkesztette meg a Harang-kürtőnek és hasadékainak alaprajzi barlangtérképét és a Harang-kürtőnek és hasadékainak hosszmetszet barlangtérképét, a Meseország hosszmetszet barlangtérképét, a Múzeum hosszmetszet barlangtérképét, a Múzeum és a Meseország alaprajzi barlangtérképét, amelyek 1:100 méretarányban, Glöckler Gábor, Mihovics Gabriella és Péter Lilla felmérése alapján lettek rajzolva.
2013. július 19-től a vidékfejlesztési miniszter 58/2013. (VII. 11.) VM rendelete szerint a Spirál-víznyelő (Mecsek hegység, Duna–Dráva Nemzeti Park Igazgatóság működési területe) az igazgatóság hozzájárulásával látogatható. 2015. november 3-tól a földművelésügyi miniszter 66/2015. (X. 26.) FM rendelete szerint a Spirál-víznyelőbarlang (Mecsek hegység) fokozottan védett barlang. 2016-ban lett megszerkesztve a Harang-ág 2014-ben és 2015-ben feltárt szakaszának alaprajzi barlangtérképe három keresztszelvénnyel, valamint vetített hosszmetszet barlangtérképe, amelyeket 1:100 méretarányban Klement András, Németh Kornél és Tegzes Zoltán felmérése alapján rajzolt Tegzes Zoltán. A felmért hossz 107,84 méter volt. A felmért szakasz legmagasabb pontja -10,58 méter mélyen, a szakasz legmélyebb pontja -37,83 méter mélyen van. 2021. május 10-től az agrárminiszter 17/2021. (IV. 9.) AM rendelete szerint a Spirál-víznyelő (Mecsek hegység, Duna–Dráva Nemzeti Park Igazgatóság működési területe) az igazgatóság engedélyével látogatható. A 13/1998. (V. 6.) KTM rendelet egyidejűleg hatályát veszti.

## További irodalom
- Mecseki karszt. Kézirat, 1980. 2. rész. 2. köt. 76. old.